# Gymnophora thormini
Gymnophora thormini är en tvåvingeart som beskrevs av Brown 1998. Gymnophora thormini ingår i släktet Gymnophora och familjen puckelflugor. Inga underarter finns listade i Catalogue of Life.